# Бен Газара
Бен Газара (на английски: Ben Gazzara) е американски театрален и кино актьор.

## Биография
Роден е на 28 август 1930 г. в Ню Йорк. Син е на италиански имигранти Анджелина и Антонио Газара (дърводелец) и двамата от сицилиански произход. Анджелина е от Кастрофилипо, а Антонио от Каникати в провинция Агридженто. Бен израства в нюйоркския квартал Kips Bay, живял на Източна 29-а улица. Участва в драматична програма в клуба за момчета и момичета „Медисън Скуеър“, разположен в близост. Той отива в градския колеж в Ню Йорк, за да учи електротехника. След две години прекъсва. Взима класове по актьорско майсторство в драматичната работилница на „The New School“ в Ню Йорк при влиятелния германски режисьор Ервин Пискатор и след това става част от Actors Studio.
Най-известните му участия във филми включват „Анатомия на едно убийство“ (1959), „Пътешествие на проклетните“ (1976), „Инчон“ (1981), „Пътна къща“ (1989), „Големият Лебовски“ (1998) и други. Тясно сътрудничи с Джон Касаветис, работейки с него върху „Съпрузи“ (1970), „Убийството на китайски букмейкър“ (1976) и „Премиера“ (1977).
Като звезда на телевизионния сериал „Бягай за твоя живот“ (1965–1968) е номиниран за три награди „Златен глобус“ и две награди „Еми“. Печели първата си и единствена награда „Еми“ за ролята си в телевизионния филм „Истерична слепота“ (2002).
Бен Газара е диагностициран с рак на гърлото през 1999 г. Претърпява инсулт през 2005 г. На 3 февруари 2012 г. умира от рак на панкреаса в болничен център Bellevue в Ню Йорк. По-късно е кремиран.

## Избрана филмография
| Година | Филм                         | Оригинално заглавие        | Роля                      | Режисьор         |
| ------ | ---------------------------- | -------------------------- | ------------------------- | ---------------- |
| 1959   | Анатомия на едно убийство    | Anatomy of a Murder        | Лейтенант Фредерик Маниън | Ото Преминджър   |
| 1960   | Смях от радост               | Risate di gioia            | Лело                      | Марио Моничели   |
| 1981   | Всички се смееха             | They All Laughed           | Джон Русо                 | Питър Богданович |
| 1981   | Истории за обикновена лудост | Storie di ordinaria follia | Чарлз Серкинг             | Марко Ферери     |
| 1998   | Големият Лебовски            | The Big Lebowski           | Джаки Трихорн             | Братя Коен       |
| 2003   | Догвил                       | Dogville                   | Джак Маккей               | Ларс фон Триер   |